# Urocystis primulae
Urocystis primulae är en svampart som först beskrevs av Emil Rostrup, och fick sitt nu gällande namn av Vánky 1985. Urocystis primulae ingår i släktet Urocystis och familjen Urocystidaceae.   Inga underarter finns listade i Catalogue of Life.